# Trichosteleum boschii
Trichosteleum boschii là một loài Rêu trong họ Sematophyllaceae. Loài này được (Dozy & Molk.) A. Jaeger miêu tả khoa học đầu tiên năm 1878.